# Xah Murad Khan
Xah Murad Khan fou kan de Kokand (vers 1861) fill de Sarimsak (germà de Muhammad Khudayar Khan i germanastre de Muhammad Malla Khan) i, per tant, nebot dels dos darrers kans. Fou posat al tron per Xadiman Khoja que aprofitant que l'home fort, Alim Kul, estava absent perquè havia anat a Andijan d'on havia estat nomenat beg, van accedir a la cambra del kan Muhammad Malla Khan i el van matar mentre dormia. El nou kan només tenia 15 anys. El fill de Malla, Sayyid Sultan, va poder fugir amb Alim Kul a Andijan.
Alim Kul va fer formal reconeixement del nou kan. Mentre una important revolta es va produir a Taixkent on Xadiman Khoja, juntament amb Khanayat Xah, beg de Turkestan, van cridar Muhàmmad Khudayar Khan que era a Jizakh, i aquest va anar amb els seus seguidors i va prendre possessió de Taixkent. Murad Khan i altres antics conspiradors que li seguien donant suport, van marxar amb l'exèrcit cap a Kokand i van assetjar la ciutat durant 31 dies, però al final es van haver de retirar; abans del retorn a Kokand, Alim Khan, venint d'Andijan, va entrar a la capital on alguns dels conspiradors que havien posat a Murad Khan al tron i s'havien penedit, l'havien cridat. Alim Kul va arrestar a quatre dels conspiradors i els va fer executar i l'endemà va fer matar un cinquè de nom Alim Biy, i es va proclamar regent.
L'exèrcit que tornava, fou empaitat per Khudayar, que es va apoderar de Khodjend i finalment va entrar a Kokand. Alim Kul es va retirar a Marghilan i d'allí a les muntanyes. Murad Khan va caure en mans de Khudayar i fou executat.